# Jack McDonald
John Patrick "Jack" McDonald, född 28 februari 1887 i Québec, död 24 januari 1958, var en kanadensisk professionell ishockeyspelare.

## Karriär
Jack McDonald inledde ishockeykarriären med spel för Quebec Bulldogs i Eastern Canada Amateur Hockey Association (ECAHA) säsongen 1906. Säsongen därefter, 1907, gjorde han 10 mål på nio matcher för laget i ECAHA.
Förutom en säsong med Waterloo Colts i Ontario Professional Hockey League 1909–1910 spelade McDonald för Quebec Bulldogs fram till och med säsongen 1912–1913 då han flyttade till den kanadensiska västkusten för spel med Vancouver Millionaires i Pacific Coast Hockey Association. 1912 hade McDonald vunnit Stanley Cup med Quebec Bulldogs och gjorde hela nio mål i finalseriens dubbelmöte mot utmanarlaget Moncton Victorias.
Efter varsin säsong med Vancouver Millionaires i PCHA och Toronto Ontarios i NHA var McDonald tillbaka med Quebec Bulldogs för ytterligare tre säsonger åren 1914–1917. Säsongen 1917–1918 lade Montreal Wanderers beslag på McDonalds tjänster men han hann endast spela fyra matcher för laget innan dess arena Montreal Arena förstördes i en brand 2 januari 1918. Wanderers lades därefter ner och spelarna valdes i tur och ordning av de andra NHL-lagen. McDonald valdes av Montreal Canadiens för vilka han spelade resten av säsongen. Säsongen 1918–1919 nådde McDonald och Canadiens Stanley Cup-final mot Seattle Metropolitans från PCHA. Finalserien avbröts dock vid ställningen 2-2 i matcher och resultatet ströks sedan flera spelare i Montreal Canadiens insjuknat under den då rådande influensapandemin.
Säsongen 1919–1920 var McDonald ännu en gång tillbaka med Quebec Bulldogs och under de två efterföljande säsongerna spelade han nio matcher för Montreal Canadiens samt sex matcher för Toronto St. Patricks innan han avslutade ishockeykarriären.

## Statistik
Ma. = Matcher, M = Mål, A = Assists, P = Poäng, Utv. = Utvis

ECAHA = Eastern Canada Amateur Hockey Association, ECHA = Eastern Canada Hockey Association, CHA = Canadian Hockey Association, OPHL = Ontario Professional Hockey League
| 1906               | Quebec Bulldogs        | ECAHA              | 3   | 0  | 0  | 0   | 0  | – | –  | – | –  | –  |
| 1907               | Quebec Bulldogs        | ECAHA              | 9   | 10 | 0  | 10  | 13 | – | –  | – | –  | –  |
| 1907–08            | Quebec Bulldogs        | ECAHA              | 9   | 9  | 0  | 9   | 14 | – | –  | – | –  | –  |
| 1909               | Quebec Bulldogs        | ECHA               | 9   | 8  | 0  | 8   | 17 | – | –  | – | –  | –  |
| 1909–10            | Quebec Bulldogs        | CHA                | 3   | 9  | 0  | 9   | 2  | – | –  | – | –  | –  |
| 1909–10            | Waterloo Colts         | OPHL               | 16  | 28 | 0  | 28  | 16 | – | –  | – | –  | –- |
| 1910–11            | Quebec Bulldogs        | NHA                | 16  | 14 | 0  | 14  | 25 | – | –  | – | –  | –  |
| 1911–12            | Quebec Bulldogs        | NHA                | 17  | 18 | 0  | 18  | 0  | – | –  | – | –  | –  |
| 1911–12            |                        | Stanley Cup        | –   | –  | –  | –   | –  | 2 | 9  | 0 | 9  | 0  |
| 1912–13            | Vancouver Millionaires | PCHA               | 16  | 11 | 4  | 15  | 9  | – | –  | – | –  | –  |
| 1913–14            | Toronto Ontarios       | NHA                | 20  | 27 | 8  | 35  | 12 | – | –  | – | –  | –  |
| 1914–15            | Quebec Bulldogs        | NHA                | 19  | 9  | 8  | 17  | 17 | – | –  | – | –  | –  |
| 1915–16            | Quebec Bulldogs        | NHA                | 20  | 9  | 5  | 14  | 10 | – | –  | – | –  | –  |
| 1916–17            | Quebec Bulldogs        | NHA                | 19  | 13 | 8  | 21  | 0  | – | –  | – | –  | –  |
| 1917–18            | Montreal Wanderers     | NHL                | 4   | 3  | 1  | 4   | 3  | – | –  | – | –  | –  |
| 1917–18            | Montreal Canadiens     | NHL                | 8   | 9  | 1  | 10  | 12 | 2 | 1  | 0 | 1  | 0  |
| 1918–19            | Montreal Canadiens     | NHL                | 18  | 8  | 4  | 12  | 9  | 5 | 0  | 3 | 3  | 3  |
| 1918–19            |                        | Stanley Cup        | –   | –  | –  | –   | –  | 5 | 1  | 1 | 2  | 3  |
| 1919–20            | Quebec Bulldogs        | NHL                | 24  | 6  | 7  | 13  | 4  | – | –  | – | –  | –  |
| 1920–21            | Montreal Canadiens     | NHL                | 6   | 0  | 1  | 1   | 0  | – | –  | – | –  | –  |
| 1920–21            | Toronto St. Patricks   | NHL                | 6   | 0  | 0  | 0   | 0  | – | –  | – | –  | –  |
| 1921–22            | Montreal Canadiens     | NHL                | 3   | 0  | 0  | 0   | 0  | – | –  | – | –  | –  |
| NHA totalt         | NHA totalt             | NHA totalt         | 111 | 90 | 29 | 119 | 64 | – | –  | – | –  | –  |
| NHL totalt         | NHL totalt             | NHL totalt         | 69  | 26 | 14 | 40  | 30 | 7 | 1  | 3 | 4  | 3  |
| Stanley Cup totalt | Stanley Cup totalt     | Stanley Cup totalt | –   | –  | –  | –   | –  | 9 | 12 | 1 | 13 | 3  |